# كيفن مارتن (لاعب كرة قدم)
كيفن مارتن هو لاعب كرة قدم سويسري في مركز حراسة المرمى، ولد في 13 يونيو 1995 في سويسرا. لعب مع نادي لوزان.

## وصلات خارجية
- كيفن مارتن (لاعب كرة قدم) على موقع قاعدة بيانات كرة القدم.إي يو (الإنجليزية)
- كيفن مارتن (لاعب كرة قدم) على موقع Soccerway.com (الإنجليزية)
- كيفن مارتن (لاعب كرة قدم) على موقع عالم كرة القدم.نت (الإنجليزية)